# Il nous faut l'Amérique !
Il nous faut l'Amérique ! è un film del 2005 diretto da Sidiki Bakaba.
Il film, prodotto in Costa d'Avorio in lingua francese, è stato presentato al 28º Festival di Cinema Africano di Verona.

## Trama
Teatro filmato: una pièce di Koffi Kwahulé che mette in scena Opolo, Badibadi e Topitopi, i quali cercano di mettere assieme i loro cocci di vita e di umanità, e le loro contraddizioni. Badibadi è incinta, e che pancione! Ed ecco che un mattino orina del petrolio: d'un tratto, questo strano ménage a tre (Opolo, Topitopi e la stessa Badibadi), che fino a quel momento chiacchierava sfaccendato, è accecato dal miraggio della ricchezza.